# My Mad Fat Diary
My Mad Fat Diary (literalment El meu boig diari de grassa) és una sèrie de televisió britànica emesa a la cadena E4 que es va estrenar el 14 de gener de 2013. Està basada en el llibre "My Fat, Mad Teenage Diary", escrit per Rae Earl. La seva segona temporada va començar el 17 de febrer de 2014 i va finalitzar el 31 de març d'aquell mateix any. Al novembre de 2014 es va confirmar una tercera temporada final composta per tres episodis, situada a 1998. Després de tres temporades i setze episodis My Mad Fat Diary va acabar el 6 de juliol del 2015.

## Argument
Situat a la ciutat de Stamford, Lincolnshire l'any 1996, l'argument segueix la història de Rae, una noia de 16 anys que pesa 231 lliures (aproximadament 105 kg) i que acabava de sortir d'un hospital psiquiàtric, on ha passat quatre mesos internada. Rae comença a refer la seva vida i reprendre la seva amistat amb la seva millor amiga de la infància anomenada Chloe, que no és conscient de la salut mental de Rae i dels problemes d'imatge corporal que té, ja que li havien fet creure que durant tot aquest temps Rae era a França. Rae intenta evitar que la veritat es faci pública, tractant d'impressionar els amics de Chloe (Izzy, Archie, Chop i Finn), a més d'intentar tenir una vida com la de qualsevol adolescent.

## Personatges principals
- Rachel Earl "Rae" (Sharon Rooney), protagonista.
- Chloe Gemmel (Jodie Comer), millor amiga de Rae.
- Finn Nelson (Nico Mirallegro), membre de la colla d'amics.
- Archie (Dan Cohen), primer interès amorós de Rae.
- Arnold Peters "Chop" (Jordan Murphy), fester de la colla d'amics.
- Izzy (Ciara Baxendale), ingènua i innocent de la colla.
- Kester (Ian Hart), terapeuta de Rae.
- Tix (Sophie Wright), interna de l'hospital psiquiàtric i amiga de Rae.
- Linda Earl-Bouchtat (Claire Rushbrook), mare de Rae.
- Katie Springer (Faye Marsay), una exestudiant de l'institut de Rae.

## Episodis
| Temporada | Temporada | Núm. episodis | Emissió original     | Emissió original     |
| Temporada | Temporada | Núm. episodis | Primera emissió      | Darrera emissió      |
| --------- | --------- | ------------- | -------------------- | -------------------- |
|           | 1         | 6             | 14 de gener de 2013  | 18 de febrer de 2013 |
|           | 2         | 7             | 17 de febrer de 2014 | 31 de març de 2014   |
|           | 3         | 3             | 22 de juny de 2015   | 6 de juliol de 2015  |